# Попов, Андрей Александрович (этнолог)
Андрей Александрович Попов (1902 год, с. Кюбяинде, Вилюйский округ, Якутская область — 1960 год) — советский этнограф, этнолог-сибиревед, изучавший шаманизм народов Сибири.

## Биография
Родился в м. Кюбяинде в семье священнослужителя Вилюйского округа Якутской области в семье сельского священника из русских старожилов. Хорошо знал якутский язык. Окончив школу 2-й ступени в Якутске, работал учителем в родном улусе (1922—1924).
Изучал шаманство и быт народностей долганы и нганасаны. Сам принял обычаи и образ жизни нганасан.
С 1928 по 1960 годы опубликовал 36 статей и книг по этнографии малочисленных народов Сибири и Севера.
В 1930-х годах проводил полевые исследования на полуострове Таймыр. Среди его информантов были нганасанские шаманы — нгэда, от которых он записал несколько автобиографий (как он сам называл эти тексты). Три автобиографии опубликованы полностью и содержат описания видений во время шаманской болезни, а также сведения генеалогического характера, объяснение смысла некоторых обрядов и ритуальных атрибутов, экскурсы в космогонию и т. п.
Был учителем Галины Николаевны Грачёвой (1934—1993), с которой подготовил публикацию своей второй монографии о нганасанах.